# سرهی اتلکین
سرهی اتلکین (اوکراینی: Сергій Ателькін؛ ۸ ژانویهٔ ۱۹۷۲ – ۱ اکتبر ۲۰۲۰) بازیکن فوتبال اهل اتحاد جماهیر شوروی سوسیالیستی بود.
از باشگاه‌هایی که در آن بازی کرده‌است می‌توان به باشگاه فوتبال لچه، باشگاه فوتبال متالورگ دونتسک، باشگاه فوتبال شاختار دونتسک، و باشگاه فوتبال بوآویشتا اشاره کرد.
وی همچنین در تیم ملی فوتبال اوکراین بازی کرده‌است.